# 白宮 (塞爾維亞)
白宮是位於塞爾維亞首都貝爾格勒德丁尼耶郊外的一座宮殿建築，是南斯拉夫前王室（卡拉喬傑維奇王朝）的官邸。
這座宮殿是由建築師亞歷山大·喬爾傑維奇設計的，採用了18世紀英國鄉村房屋（例如：迪奇利公園）的帕拉第奧式風格。法國設計公司梅森·揚森用英國喬治時代和19世紀的俄羅斯古董裝飾內部，後來在美國時任總統約翰·甘迺迪執政期間出資捐贈裝飾了白宮。

## 歷史
白宮曾是南斯拉夫王國的王宮。是由亞歷山大一世為他的三個兒子所修建的宮殿。在建造的同一年，亞歷山大一世在對法國馬賽的國事訪問中被暗殺。攝政王保羅接管了對建築的監督，直到1937年竣工。瑪麗亞女王和她的三個兒子，包括11歲的國王彼得二世，在此期間繼續居住在皇宮中。攝政王保羅是第二次世界大戰爆發和隨後入侵南斯拉夫之前唯一居住在皇宮中的王室成員。
二戰之後，白宮被南斯拉夫共產黨政權收歸己有，成為狄托的官邸之一。南聯盟時期，這裡也是總統米洛塞維奇的官邸。在北約開始轟炸南斯拉夫之前，米洛舍維奇在宮殿接待了美國特使理查德·霍布魯克。後來，米洛舍維奇在宮廷壁爐前正式辭職。
現在白宮在四月至十一月的週末對遊客開放參觀。
甚至還參加了貝爾格勒和諾維薩德以及歐洲文化遺產時期的旅遊博覽會。

## 藝術品收藏
宮殿內合格的導遊會告訴任何遊客，白宮的著名藝術作品包括皮耶羅·迪·科西莫，比亞焦·安東尼奧，尼古拉·普桑的繪畫（3幅作品），喬凡尼·賈利安尼，塞巴斯蒂安·布林東，阿尔布雷希特·阿尔特多费，提香，林布蘭的畫作歸因，雅克伯·帕爾馬（2幅畫），卡洛·卡利亞里，彼得·保羅·魯本斯，卡雷爾·法布里修斯，西蒙·武埃，老揚·勃魯蓋爾，加納萊托，歐仁·德拉克洛瓦，让-巴蒂斯特·卡尔波，朱塞佩·克雷斯皮，尼古拉·格里格雷斯庫，弗朗茲·克薩韋爾·溫德爾哈爾特，歐仁·弗羅芒坦，加斯帕德·杜格，理查·帕克斯·波寧頓，德朱拉·傑克賽奇，伊萬·梅斯特羅維奇，弗拉霍·布克瓦等。綠色和白色塞弗爾（Sèvres）瓷器服務於1932年在巴黎的Charpentier畫廊購買。該服務曾經屬於阿爾托瓦伯爵。

## 搶劫和盜竊
1944年，貝爾格勒從德國佔領下解放後，許多宮殿的藝術品被共產黨遊擊隊洗劫一空。其中一件失竊的作品包括畫派林布蘭的畫作《金特·法比尤斯·馬克西姆斯》（Quint Fabius Maximus'）。

## 圖片

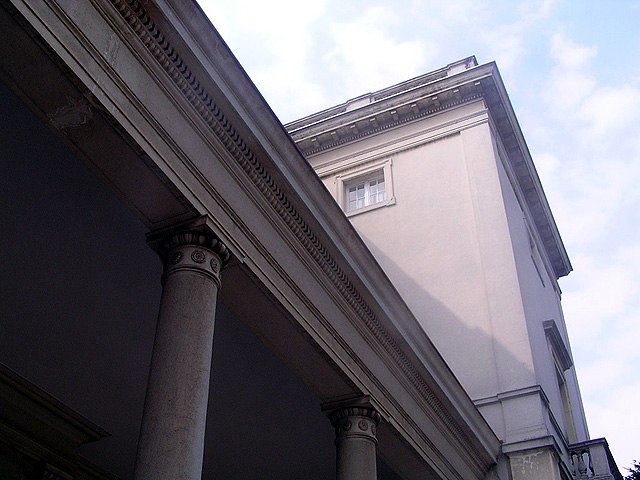
白宮前廊的梁上細節
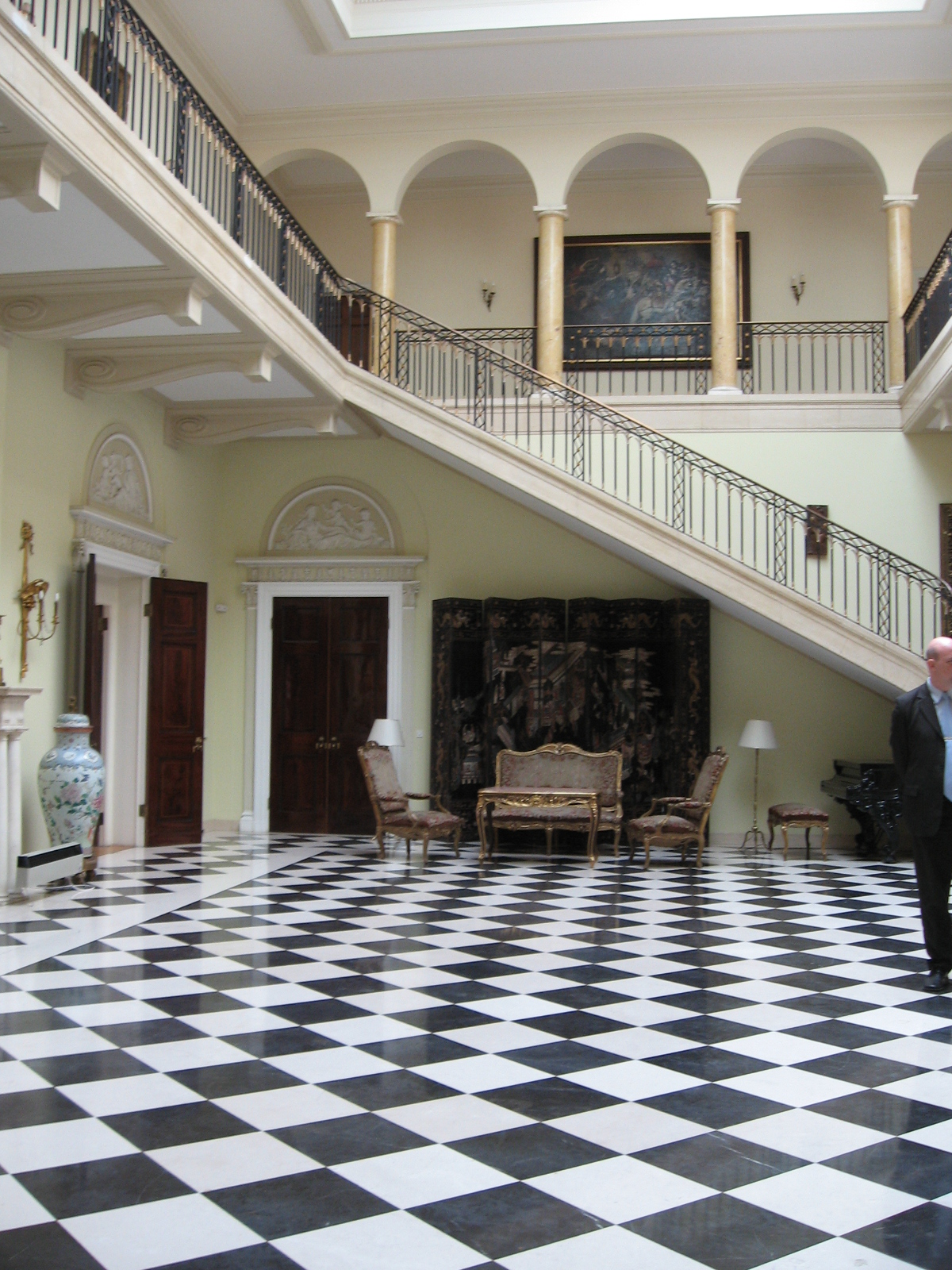
白宮的中庭大廳
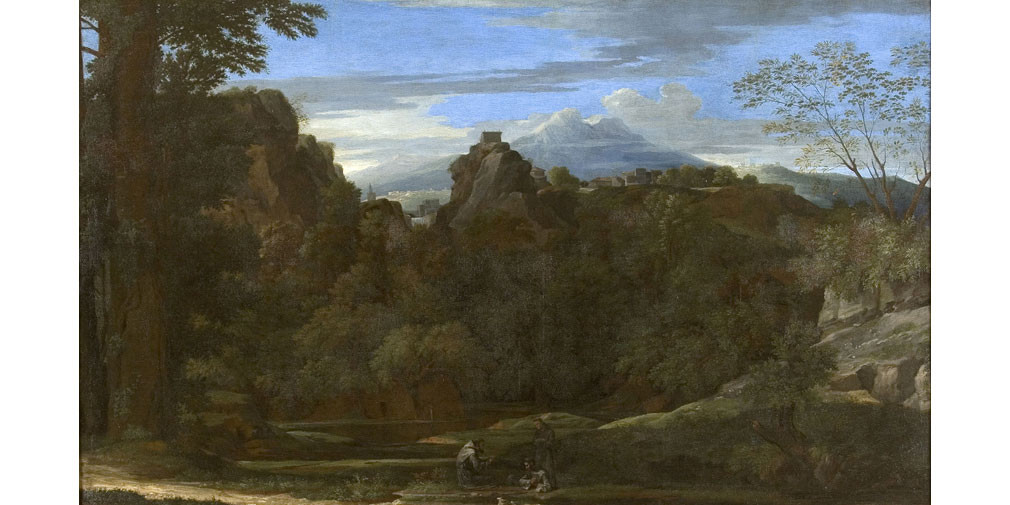
白宮收藏的尼古拉·普桑與三名僧侶的風景畫

## 外部連結
- Official site of the Royal Family （页面存档备份，存于）
- Oplenac, The Mausoleum of the Royal Family （页面存档备份，存于）
- Aerial video of the Beli Dvor （页面存档备份，存于）

44°45′57″N 20°27′12″E / 44.765707°N 20.453362°E